# Žďár u Doupova
Žďár (deutsch Saar bei Duppau) ist eine Wüstung auf dem Truppenübungsplatz Hradiště im Okres Karlovy Vary. Das erloschene Dorf wird heute statistisch als Grundsiedlungseinheit des Truppenübungsplatzes erfasst.

## Geographie
Žďár befand sich am Bach Žďárský potok im Duppauer Kessel im Duppauer Gebirge. Im Norden erhebt sich die Liesener Platte (Rohozecká vrchovina) mit der Lesná (Liesen, 812 m n.m.), dem Kloboukový vrch (Hutberg, 653 m n.m.) und dem Malešský kopec (589 m n.m.), nordöstlich die Kaliště (582 m n.m.), im Osten der Kožený vrch (549 m n.m.), südöstlich die Obrovická hora (604 m n.m.), im Süden der Janský vrch (704 m n.m.), südwestlich der Trmovský vrch (Dürrmauler Berg, 744 m n.m.) und der Huseň (Hussen, 704 m n.m.) sowie nordwestlich der Kozlovský vrch (699 m n.m.).
Nachbarorte waren Litoltov (Liesen) im Norden, Maleš (Mohlischen) und Růžová (Rosengarten) im Nordosten, Ždov (Gestob) und Háj (Gehae) im Osten, Žebletín (Sebeltitz) und Kyselka im Südosten, Hluboká (Tiefenbach) und Trmová (Dürmaul) im Süden, Doupov (Duppau) und Oleška (Olleschau) im Südwesten, Kozlov (Koslau) im Westen sowie Nový Dvůr (Neuhof), Třídomí (Dreihäuser) und Tunkov (Tunkau) im Nordwesten.

## Geschichte
Saar wurde 1290 das erste Mal erwähnt. Die dortige Kirche soll allerdings bereits 1080 errichtet worden sein. Im 16. Jahrhundert wurde die vorhandene Feste in ein Renaissanceschloss umgewandelt. Dieses war Sitz der Saarer, der Herren der Herrschaft Saar. Nach der Schlacht am Weißen Berg (1620) verlor die protestantische Familie ihren Besitz und die Herrschaft wechselte mehrfach ihre Herren. Die Familie von Nostitz barockisierte in ihrer Zeit von 1662 bis 1804 das Saarer Schloss und ließ die Kirche neu bauen.
Anfang des 18. Jahrhunderts wurde Saar zum Schulort. Nach dem Ende der Herrschaft und Errichtung einer selbständigen Gemeinde im Gerichtsbezirk Duppau 1850 wurde ein neues Schulhaus errichtet. Die kargen Böden des Duppauer Gebirges machten immer Zuerwerbsquellen notwendig. So standen bei Saar drei Mühlen und ein Sägewerk.
1924 hatte die Gemeinde 578 Einwohner, davon fünf Tschechen, neun Juden und ein Ausländer. 1945/46 wurden die deutschen Bewohner vertrieben. 1954 wurden auch die Verbliebenen und zwischenzeitlich Zugezogenen ausgesiedelt, da der Truppenübungsplatz Hradiště errichtet wurde. Das Schloss brannte 1963 aus. Der restliche Gebäudebestand wurde vollständig zerstört bzw. abgetragen.